# Despotato di Tessalonica
Il Despotato di Tessalonica, chiamato anche Impero di Tessalonica fu fondato dopo la quarta crociata (1204). Alla caduta di Costantinopoli si formarono molti piccoli stati, dove si erano rifugiati i cittadini Greci per sfuggire ai Latini. L'Impero di Tessalonica divenne uno stato tributario dei Latini e fu invaso molte volte dal Despotato d'Epiro. Nel 1234 fu conquistato dagli stessi Latini, ormai stufi di ricevere solo tributi, intenzionati a governare direttamente quel territorio.
I despoti:
- Teodoro I Angelo Ducas 1224-1230;
- Manuele Angelo Ducas 1230-1237;
- Giovanni Angelo Ducas 1237-1244;
- Demetrio Angelo Ducas 1244-1246